# Kościół Ewangelicko-Luterański w Namibii

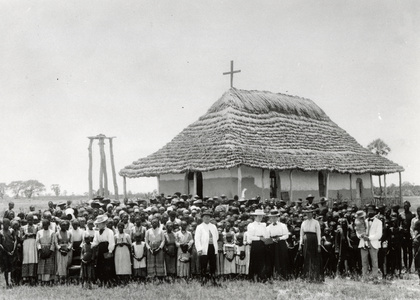
Fińscy misjonarze w 1899 r.

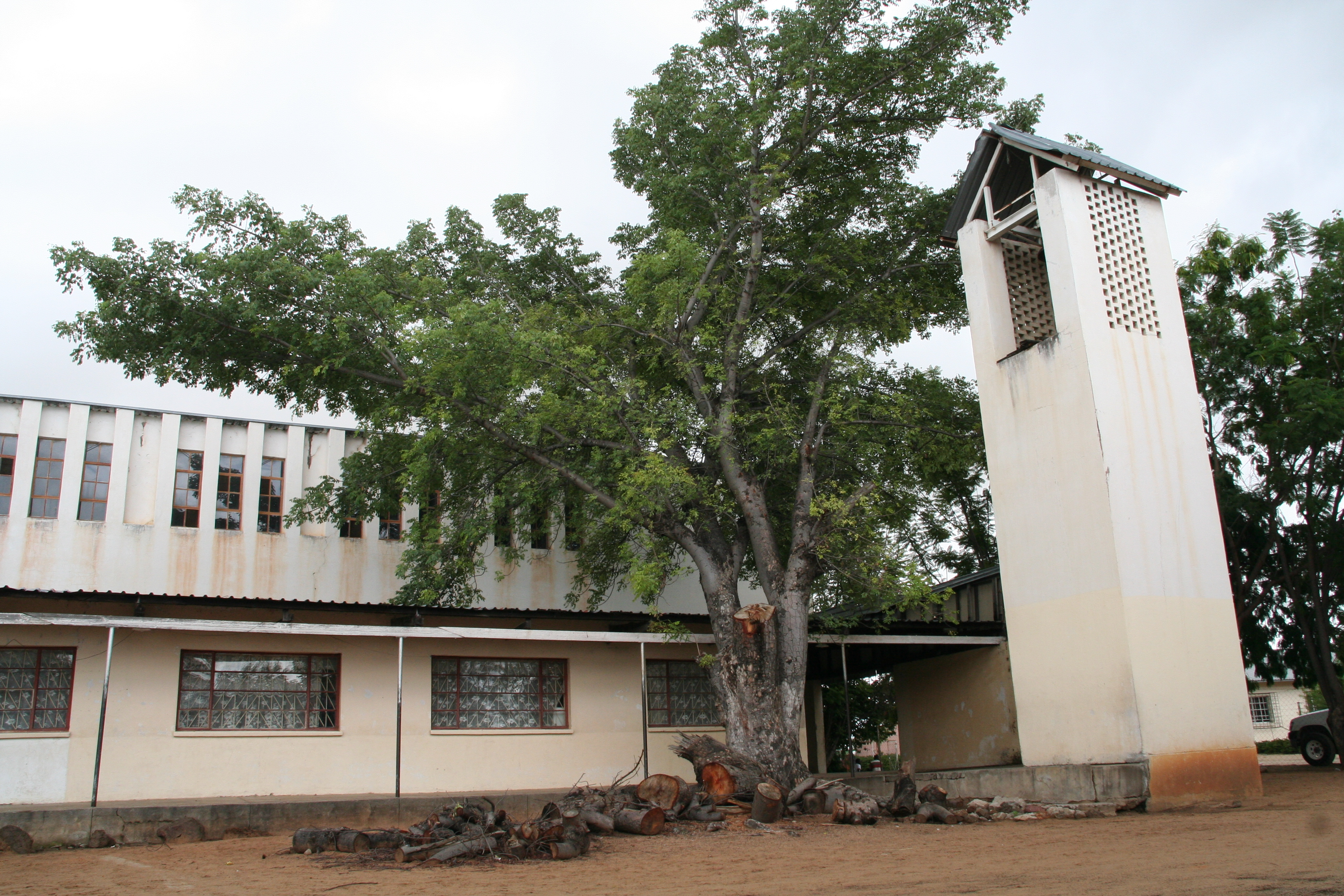
Kościół ewangelicki w Nkarapamwe

Kościół Ewangelicko-Luterański w Namibii (ang. Evangelical Lutheran Church in Namibia) – największy kościół luterański w Namibii. Posiada 703.893 wiernych, głównie w północnej części kraju, zrzeszonych w 123 zborach.
Dawniej znany jako Ewangelicko-Luterański Kościół Ovambo-Kavango. Odegrał znaczącą rolę w walce o zniesienie apartheidu i niepodległość Namibii.
Pozostałe kościoły luterańskie na terenie państwa to Kościół Ewangelicko-Luterański w Republice Namibii oraz niemieckojęzyczny Kościół Ewangelicko-Luterański w Namibii (DELK).
Obecnym przewodniczącym kościoła są biskupi S. Nambala i Josephat Sanghala.

## Historia
Kościół powstał dzięki pracy fińskiego Towarzystwa Misyjnego, które rozpoczęło w 1870 roku działalność wśród ludów Ovambo i Kavango, zamieszkujących północną część Niemieckiej Afryki Południowo-Zachodniej. W 1957 roku utworzono niezależny Ewangelicko-Luterański Kościół Ovambo-Kavango z Birgerem Erikssonem jako pierwszym przewodniczącym.
Pierwszy biskup kościoła, Leonard Auala, brał duży udział w walce o niepodległość Namibii. W 1971 roku wspólnie z Paulusem Gowasebem z Zjednoczonego Kościoła Ewangelickiego Misji Reńskiej w Afryce Południowo-Zachodniej (późniejszy Kościół Ewangelicko-Luterański w Republice Namibii) zredagował list do premiera Republiki Południowej Afryki, w którym wyrazili sprzeciw wobec kontynuowania rządów RPA na terenie Namibii i żądanie akceptacji wyroku Międzynarodowego Trybunału Sprawiedliwości o zniesieniu mandatu południowoafrykańskiego i wdrożenie okresu przejściowego do uzyskania pełnej niepodległości przez kraj.
Nazwa kościoła została oficjalnie zmieniona na Kościół Ewangelicko-Luterański w Namibii w 1984 roku.
Następca biskupa, Kleopas Dumeni, również działał na rzecz nagłośnienia losu Namibijczyków pod rządami RPA. Poniósł osobistą stratę, kiedy w 1987 roku jego osiemnastoletnia córka zmarła w wyniku wybuchu bomby.
W 2007 roku wraz z Kościołem Ewangelicko-Luterański w Republice Namibii oraz Kościołem Ewangelicko-Luterańskim w Namibii (niemieckojęzycznym) powołano Zjednoczoną Radę Kościelną: Kościoły Ewangelicko-Luterańskie Namibii, której ostatecznym celem jest połączenie w jeden, narodowy kościół ewangelicki.

## Struktura
W 1992 roku kościół został podzielony na dwie diecezje: Diecezję Wschodnią i Diecezję Zachodnią. Każda z nich administrowana jest przez biskupa. Jeden z nich wybierany jest na biskupa przewodniczącego całemu kościołowi.

### Przewodniczący, biskupi i biskupi przewodniczący
| Od   | Do      | Nazwisko                       | Opis                                                                             |
| ---- | ------- | ------------------------------ | -------------------------------------------------------------------------------- |
| 1954 | 1960    | Birger Eriksson                | Przewodniczący kościoła                                                          |
| 1960 | 1978    | Leonard Auala                  | Biskup kościoła                                                                  |
| 1978 | 1984    | Kleopas Duleni                 | Biskup kościoła                                                                  |
| 1984 | 1996    | Kleopas Duleni                 | Biskup kościoła                                                                  |
| 1996 | 2000    | Kleopas Duleni                 | Biskup przewodniczący kościoła                                                   |
| 2000 | 2004    | Apollos Kaulinge               | Biskup przewodniczący kościoła, mianowany biskupem diecezji zachodniej w 1996 r. |
| 2004 | 2010    | Tomas Shuvite                  | Biskup przewodniczący kościoła, mianowany biskupem diecezji zachodniej w 2000 r. |
| 2011 | obecnie | S. Nambala i Josephat Sanghala | Biskupi przewodniczący kościoła                                                  |

## Członkostwo
Kościół jest członkiem szeregu organizacji, takich jak:
- Światowa Federacja Luterańska
- Światowa Rada Kościołów
- Zjednoczona Rada Kościelna: Kościoły Ewangelicko-Luterańskie Namibii